# Stanz bei Landeck
Stanz bei Landeck ist eine Gemeinde mit 585 Einwohnern (Stand 1. Jänner 2024) im Bezirk Landeck im Bundesland Tirol (Österreich).

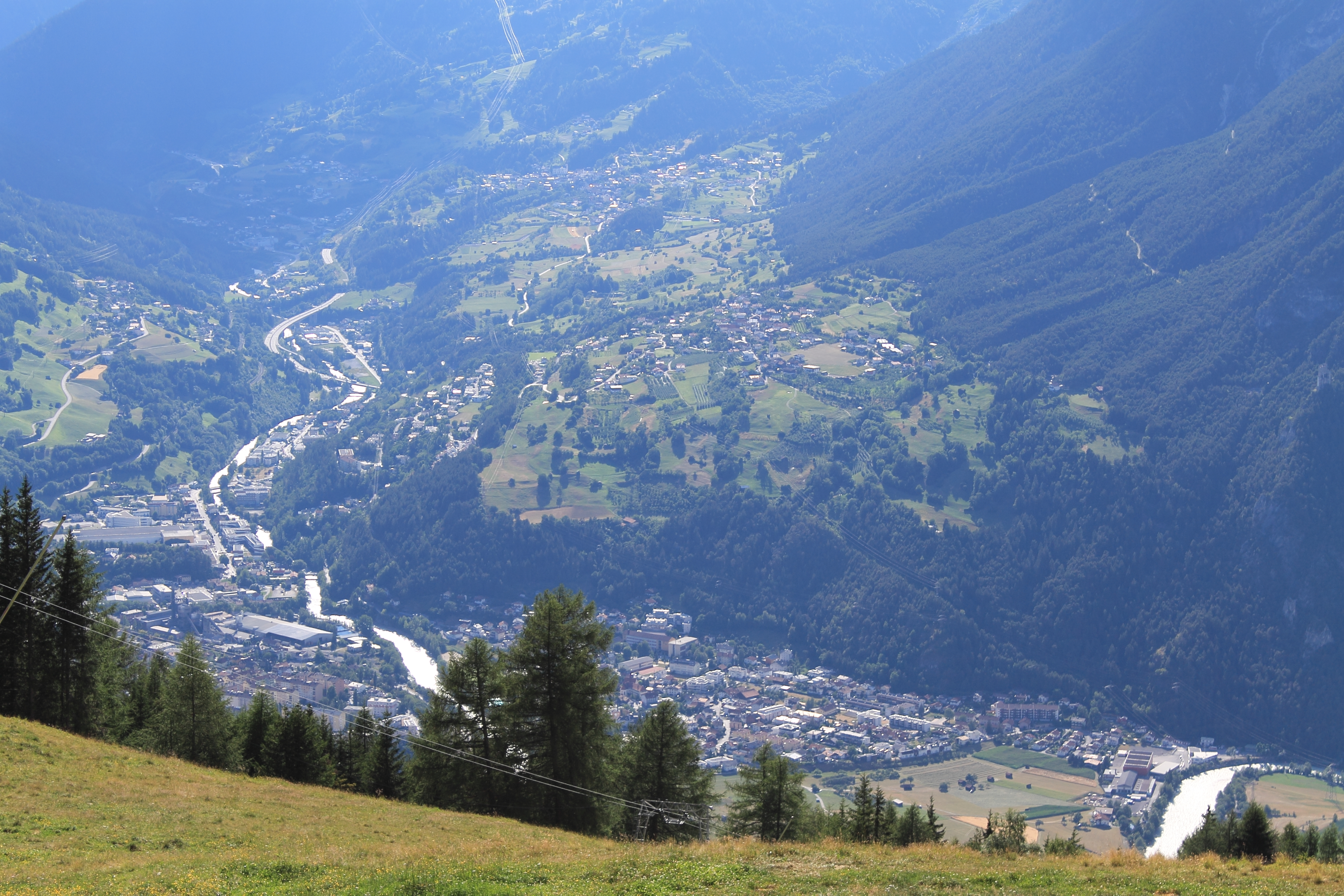
Stanz bei Landeck, Panorama

## Geografie
Stanz liegt etwa 200 Meter oberhalb von Landeck am Fuß der Lechtaler Alpen auf einer Mittelgebirgsterrasse. Stanz ist auch namensgebend für das Stanzer Tal, das von Landeck zum Arlberggebiet führt. Das Gemeindegebiet liegt im Süden an der Sanna in einer Höhe von 800 Meter über dem Meer und steigt nach Norden bis auf 2800 Meter an. Von den sieben Quadratkilometer Fläche sind zwei Drittel bewaldet, zwölf Prozent werden landwirtschaftlich genutzt und achtzehn Prozent sind alpines Gebiet.

### Gemeindegliederung
Die Gemeinde liegt im Gerichtsbezirk Landeck.

### Nachbargemeinden
|       | Zams                                        |         |
| Grins | Kompassrose, die auf Nachbargemeinden zeigt |         |
|       |                                             | Landeck |

## Geschichte
Das sonnseitige Plateau über dem Zusammenfluss von Sanna und Inn war schon in vorchristlicher Zeit bewohnt. Die ältesten Funde sind ein Lappenbeil, eine Bronzeglocke, eine Rudernadel und ein Bronzemännchen aus der Bronzezeit sowie eine Menschenfigur aus der Latènezeit. Dass der Höhenweg durch das Stanzertal und über den Arlberg auch während der Römischer Besatzung begangen wurde, zeigen Münzfunde aus dieser Zeit.
Stanz, damals stanuc genannt, wurde erstmals um 1150 urkundlich erwähnt.
Die Burg Schrofenstein war in der Mitte des 13. Jahrhunderts Gerichtssitz über das Gebiet von Schönwies bis zum Arlberg, Kappl im Paznauntal und das obere Lechtal.
Zu Beginn des 13. Jahrhunderts wurde eine romanische Kirche gebaut, von der heute noch der Turm bis zum Spitzhelm erhalten ist. Die Pfarre Stanz versorgte den gesamten Gerichtsbezirk. Im Jahr 1286 wurde die Pfarre nach Zams verlegt und um 1470 der Großteil des Kirchengebäudes durch einen gotischen Neubau ersetzt. Erst 1891 wurde Stanz wieder eine eigene Pfarre.
Das mit Barockmalereien verzierte Gasthaus „Zum Löwen“ war das Heimathaus des 1660 geborenen Baumeisters Jakob Prandtauer, dessen Hauptwerk der Neubau vom Stift Melk in Niederösterreich ist.

### Bevölkerungsentwicklung

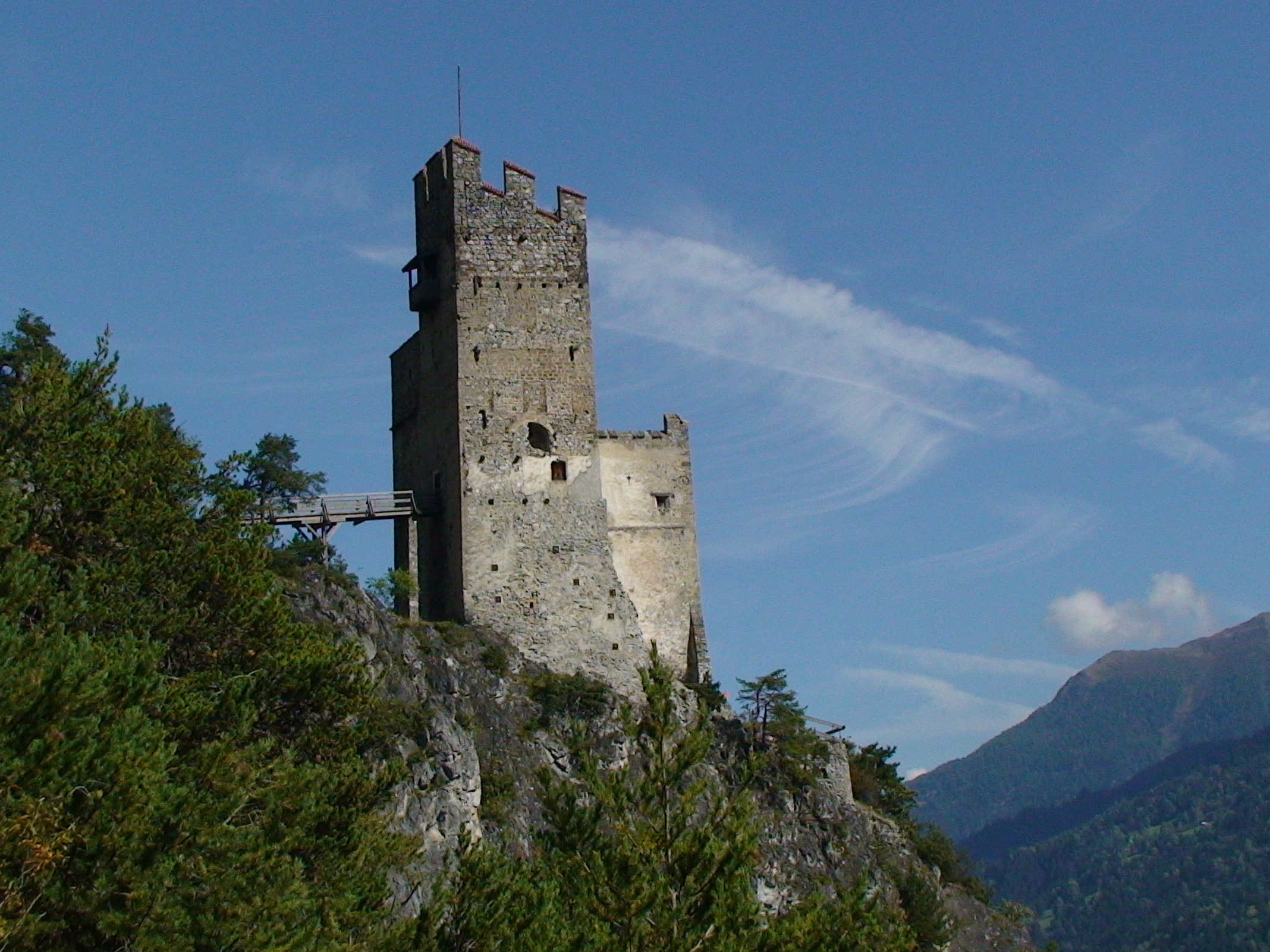
Burg Schrofenstein

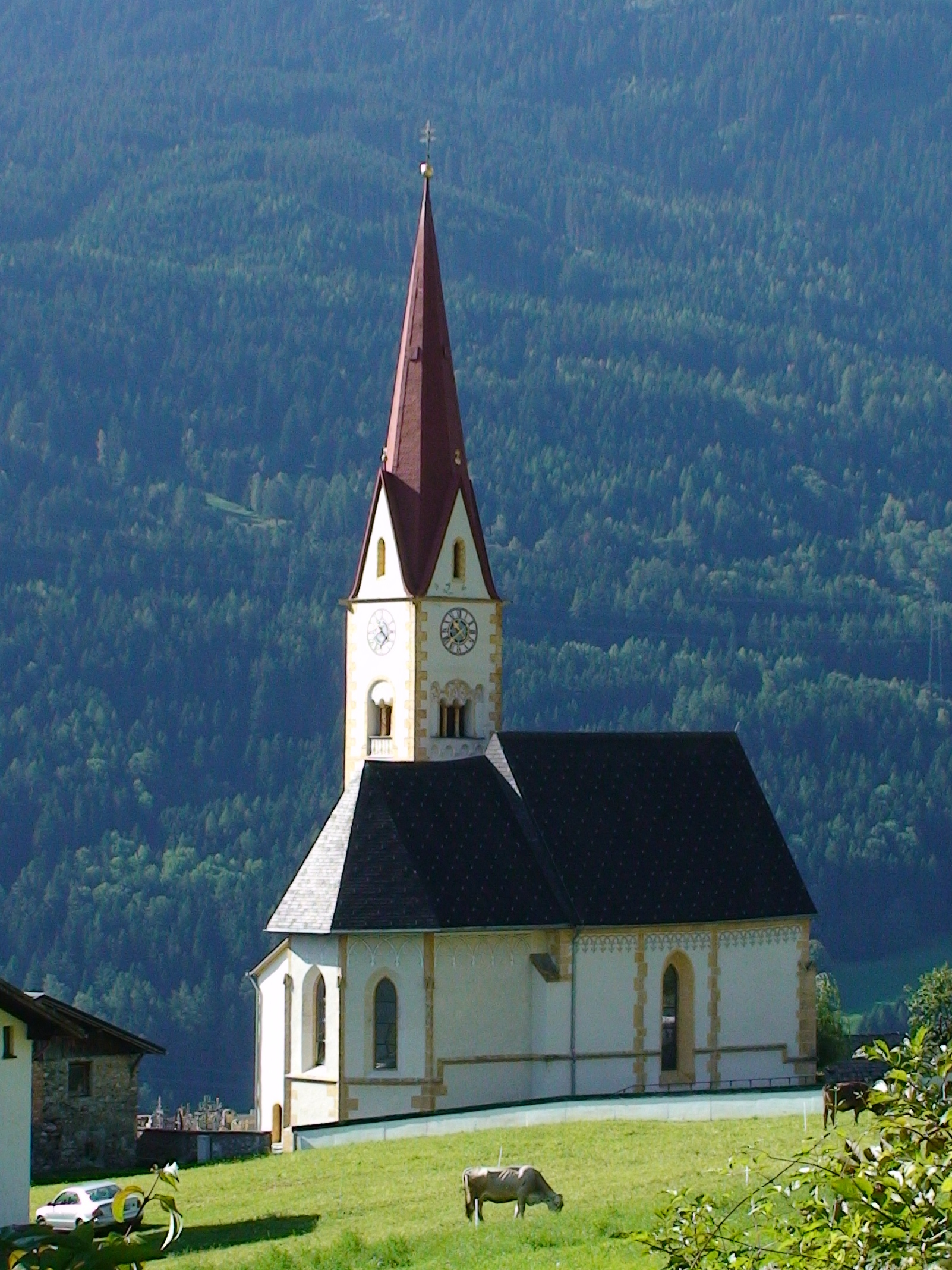
Pfarrkirche Stanz

| Stanz bei Landeck: Einwohnerzahlen von 1869 bis 2024 | Stanz bei Landeck: Einwohnerzahlen von 1869 bis 2024 | Stanz bei Landeck: Einwohnerzahlen von 1869 bis 2024 | Stanz bei Landeck: Einwohnerzahlen von 1869 bis 2024 | Stanz bei Landeck: Einwohnerzahlen von 1869 bis 2024 |
| ---------------------------------------------------- | ---------------------------------------------------- | ---------------------------------------------------- | ---------------------------------------------------- | ---------------------------------------------------- |
| Jahr                                                 |                                                      |                                                      |                                                      | Einwohner                                            |
| 1869                                                 | 1869                                                 |                                                      | 278                                                  | 278                                                  |
| 1880                                                 | 1880                                                 |                                                      | 301                                                  | 301                                                  |
| 1890                                                 | 1890                                                 |                                                      | 289                                                  | 289                                                  |
| 1900                                                 | 1900                                                 |                                                      | 298                                                  | 298                                                  |
| 1910                                                 | 1910                                                 |                                                      | 289                                                  | 289                                                  |
| 1923                                                 | 1923                                                 |                                                      | 278                                                  | 278                                                  |
| 1934                                                 | 1934                                                 |                                                      | 308                                                  | 308                                                  |
| 1939                                                 | 1939                                                 |                                                      | 328                                                  | 328                                                  |
| 1951                                                 | 1951                                                 |                                                      | 327                                                  | 327                                                  |
| 1961                                                 | 1961                                                 |                                                      | 316                                                  | 316                                                  |
| 1971                                                 | 1971                                                 |                                                      | 403                                                  | 403                                                  |
| 1981                                                 | 1981                                                 |                                                      | 485                                                  | 485                                                  |
| 1991                                                 | 1991                                                 |                                                      | 534                                                  | 534                                                  |
| 2001                                                 | 2001                                                 |                                                      | 592                                                  | 592                                                  |
| 2011                                                 | 2011                                                 |                                                      | 592                                                  | 592                                                  |
| 2021                                                 | 2021                                                 |                                                      | 575                                                  | 575                                                  |
| 2024                                                 | 2024                                                 |                                                      | 585                                                  | 585                                                  |
| Quelle(n): Statistik Austria, Gebietsstand 1.1.2021  |                                                      |                                                      |                                                      |                                                      |

## Kultur und Sehenswürdigkeiten
- Burg Schrofenstein
- Katholische Pfarrkirche Stanz bei Landeck Hll. Peter und Paul
- Katholische Kapelle Stanz bei Landeck Hll. Laurentius und Sebastian
- Ehemaliger Gasthof Löwen

## Wirtschaft und Infrastruktur
Bekannt sind die Stanzer Zwetschken, deren Anbau hier durch die zahlreichen Sonnenstunden günstige Bedingungen vorfindet. Stanz und auch die Nachbarorte sind bekannt als Ort der Schnapsbrenner. Das heimische Obst wird dabei in über 60 Brennereien zu Edelbränden (Schnäpsen) verarbeitet. Einige der vielen Schnapsbrenner im Ort sind für ihre Produkte ausgezeichnet worden. Seit 2005 führt das Dorf den Titel „Genussregion Stanzer Zwetschke“.
- Wirtschaftssektoren, Arbeitsplätze: Von den siebzig Arbeitsplätzen in der Gemeinde entfallen fünf auf die Landwirtschaft, fünfzehn auf den Produktionssektor und fünfzig auf Dienstleistungen (Stand 2011).[6]
- Berufspendler: Im Jahr 2011 lebten 300 Erwerbstätige in Stanz. Davon pendelten fast neunzig Prozent zur Arbeit aus.[7]
- Verkehr: An der Gemeindegrenze gibt es eine Auffahrt auf die Arlberg Schnellstraße S16. Der Bahnhof Landeck befindet sich in fünf Kilometer Entfernung.[8]

## Politik

### Gemeinderat
Die Gemeinderat hat insgesamt 11 Mitglieder.
| Partei                            | 2022  | 2022    | 2016  | 2016    | 2010  | 2010    |
| Partei                            | %     | Mandate | %     | Mandate | %     | Mandate |
| --------------------------------- | ----- | ------- | ----- | ------- | ----- | ------- |
| Heimat- und Bürgerliste für Stanz | 66,87 | 8       | 52,30 | 6       | 29,95 |         |
| Junge Alternative Liste Stanz     | 33,13 | 3       | 47,70 | 5       | 48,82 |         |
| Für Stanz Team Nothdurfter        |       |         |       |         | 21,23 |         |

### Bürgermeister
Bürgermeister seit 1892 waren:
- 1892–1894 Prantauer
- 1894–1901 Josef Pregenzer
- 1901–1903 Peter Fleisch
- 1903–1908 Johann Paul Tripp
- 1908–1911 Josef Schimpfößl
- 1911–1919 Peter Kößler
- 1919–1919 Martin Schimpfößl
- 1919–1922 Josef Zangerle
- 1922–1928 Benedikt Fleisch
- 1928–1935 Martin Fleisch
- 1935–1938 Johann Wille
- 1938–1939 Peter Schimpfößl
- 1939–1945 Peter Fleisch
- 1945–1947 Franz Beer (kommissarisch)
- 1947–1958 Johann Schimpfößl
- 1958–1968 Martin Fleisch
- 1968–1983 Martin Beer
- 1983–1989 Albert Fleisch
- 1989–2004 Hansjörg Köchle
- 2004–2016 Alois Miemelauer[13]
- 2016–2019 Martin Auer[14]
- seit 2019 Ferdinand Beer[15]

### Wappen
Das Gemeindewappen wurde 1989 verliehen: Blasonierung: Von Silber und Blau schräglinks geteilt, an der Teilungslinie oben eine blaue Burg, unten eine halbe goldene Sonne.
Die Schrägteilung symbolisiert die Hanglage von Stanz, über ihr steht das Wahrzeichen, die Burg Schrofenstein. Die Sonne steht für den Sonnenreichtum, das Blau für das lebenswichtige Wasser.
Die Gemeindefarben sind Blau-Gelb.

## Persönlichkeiten

### Söhne und Töchter der Gemeinde
- Jakob Prandtauer (1660–1726), Barockbaumeister
- Peter Widerin (1684–1760), Bildhauer